# François Le Vot

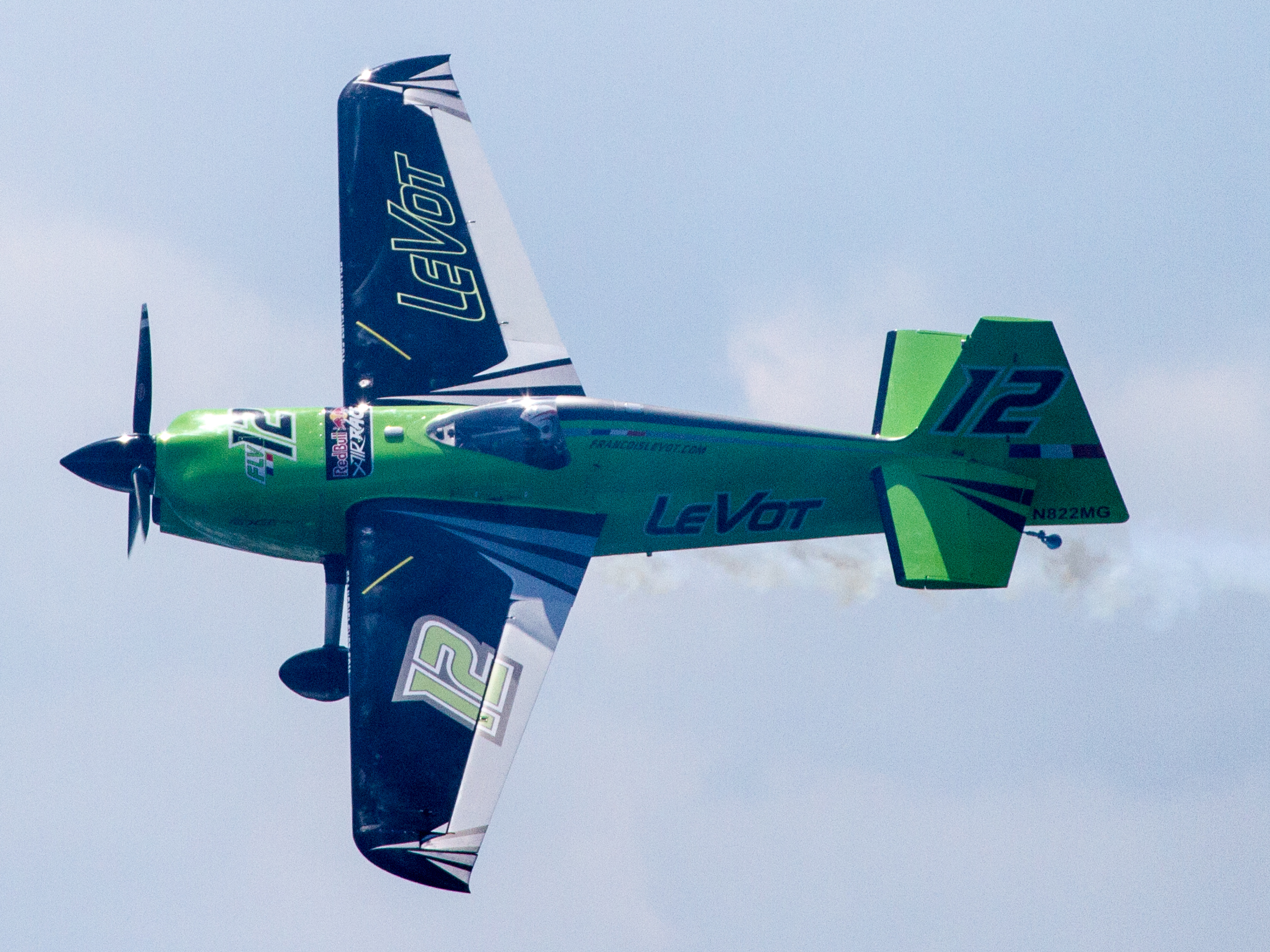
2017 Red Bull Air Race of Chiba - N822MG

François Le Vot est un pilote de chasse de l'armée française, présentateur et compétiteur international de voltige. Il fut leader de l'Équipe de voltige de l'Armée de l'air et champion du monde de voltige en 2013.

## Biographie
Il entre dans l'armée de l'air en 1990 et est breveté pilote de chasse en 1992. En 1993 il est instructeur au 3e escadron d’instruction en vol à Cognac sur TB-30 Epsilon. En 1996, il est affecté au Groupe de chasse 1/2 Cigognes sur Mirage 2000 RDM puis RDY. En 1999, il est instructeur au 2e escadron d’instruction en vol de l'école de l'aviation de chasse à Tours sur Alpha Jet.
En 2002, il intègre l'Équipe de voltige de l'Armée de l'air (EVAA), dont il est le commandant de 2007 à 2008.
Il s'engage en 2014 sur le circuit Red Bull Air Race.
Il prend sa retraite militaire le 1er octobre 2014 avec le grade de capitaine.

### Parcours à l'EVAA
- 2002 : François Le Vot intègre l'équipe de voltige qui fait partie des équipes de présentation de l'armée de l'air française.
- 2003 : Champion de France Marcel Doret sur Cap 232.
- 2004 : Ouvreur aux championnats d'Europe en Lituanie. Première participation aux championnats de France monoplace catégorie "Unlimited" sur Cap 232. Il devient présentateur meeting.
- 2005 : 11e aux championnats du monde à Burgos, Espagne, sur Cap 232.
- 2006 : 11e aux championnats d'Europe en Grenchen en Suisse sur Extra 300 SHP. Participe à deux manches de la Copa Triangular à Cordou et à La Cerdanya en catégorie "Unlimited" sur Sukhoï 26 où il se classe 1er du programme freestyle.
- 2007 : Participe au World Grand Prix pendant le salon de MAKS à Moscou en août 2007 sur Sukhoï 26.
- 2008: 12e aux championnats d'Europe à Hradek Kralové (République Tchèque) sur Extra 330 SC fédéral.
- 2009: 2e aux championnats de France Elite à Amberieu, 2e à la Coupe de France Elite de Chateauroux, médaille de Bronze en individuel et médaillé d'or par équipe aux championnats du monde Unlimited à Silverstone (UK).
- 2011: Champion de France Elite à Dijon-Darois.
- 2012: 3e aux championnats de France Elite à Castres, vice-champion d'Europe Unlimited à Dubnica (Slovaquie).
- 2013: Champion de France Elite à Moulins puis Champion du monde au Texas[3].

François Le Vot a volé sur Cap 10, Epsilon TB30, Alphajet, Mirage 2000 B/C/RDM/RDI/RDY, Cap 232, Extra 330, TB 20, Grob 120, SR 22.
En 2013, il totalise plus de 4 100 heures de vol.

### Red Bull Air Race
- 2014 : Il vole dans la Challenger Cup et participe aux trois premières courses. Il démontre sa volonté de décrocher la Super licence en gagnant la 1re place lors des trois premiers courses.
- 2015 : Il débute la nouvelle saison dans la Master class avec l'Edge 540  sponsorisé par la marque Breitling.

#### Challenger Class
| An   | 1 | 2 | 3 | 4   | 5   | 6   | 7 | 8 | Points | Victoires | Rang |
| ---- | - | - | - | --- | --- | --- | - | - | ------ | --------- | ---- |
| 2014 | 1 | 1 | 1 | DNS | DNS | DNS | 6 | 4 | 30     | 1         | 4    |

#### Master Class
| An   | 1  | 2  | 3  | 4  | 5  | 6   | 7  | 8   | Points | Victoires | Rang |
| ---- | -- | -- | -- | -- | -- | --- | -- | --- | ------ | --------- | ---- |
| 2015 | 11 | 14 | 14 | 12 | 14 | DSQ | 14 | 14  | 0      | 0         | 14   |
| 2016 | 3  | 12 | 10 | 14 | 12 | 12  | 12 | CAN | 10     | 0         | 12   |
| 2017 | 8  | 12 | 14 | 10 | 7  | 13  | 10 | 12  | 9      | 0         | 14   |
| 2018 | 7  | 11 | 6  | 5  | 6  | 10  | 14 | 10  | 22     | 0         | 11   |